# Ivan Gotti
Ivan Gotti (San Pellegrino Terme, 28 marzo 1969) è un ex ciclista su strada italiano.
Professionista dal 1991 al 2002 con caratteristiche da scalatore puro, vinse due edizioni del Giro d'Italia (nel 1997 e nel 1999), indossando per alcuni giorni anche la maglia gialla al Tour de France. Il suo  record di scalata del Mortirolo di 42’40’’ è a tutt’oggi ancora imbattuto.

## Biografia
Vive a San Pellegrino Terme. Ha un fratello maggiore, Ugo, e una sorella, Nicoletta. Nel novembre 1996 si sposa con Francesca.

## Carriera

### 1988-1991: esordienti e l'approdo al professionismo
Quando il padre Giovanni e lo zio gli regalarono una bici ne regalarono una identica anche al fratello. Gotti era un corridore di costituzione minuta ed era magro. I due Gotti decisero di fare una gara sulla salita di Frasnadello, seguiti da un parroco: Ivan vinse la sfida e Ugo decise di dedicarsi al calcio.
La sua carriera inizia fra gli esordienti a 12 anni quando viene tesserato alla Paladina Maffioletti, una scuola ciclistica del bergamasco.. A 18 anni decide di abbandonare le corse podistiche e il calcio per dedicarsi al ciclismo. Andando tra San Pellegrino Terme e Bergamo, tra amatori e professionisti incontra anche Claudio Corti ed Ennio Vanotti.
Dopo quattro anni tra gli allievi vince la sua prima corsa sul monte Penice nel pavese. Tra gli juniores vince il Giro dell'Isola, staccando i migliori - tra i quali alcuni corridori cecoslovacchi - sulla salita della Roncola. Passa ai dilettanti della Remac, squadra di Mario Cioli. Dopo le prime corse si fa notare come un abile scalatore. Nel 1989 vince la classifica generale del Giro della Valle d'Aosta, importante corsa a tappe per dilettanti.
L'anno dopo, quando è ormai tra i ciclisti più talentuosi nel panorama italiano, forte in salita e con una grande capacità di recupero, finisce il Girobio dietro a Wladimir Belli ma davanti a un altro giovane talento, Marco Pantani, vincendo la tappa del Pordoi. Nello stesso anno si classifica secondo al Capodarco, nuovamente dietro Belli, e vince ancora il Giro della Valle d'Aosta, questa volta battendo Belli. Vince altre 9 competizioni. Tra i dilettanti vince 27 corse.
Divenuto professionista nel 1991 con la Gatorade-Chateau d'Ax, il ds Stanga lo vuole al Giro d'Italia 1991 in appoggio al leader Gianni Bugno. Gotti decide di non partire per la corsa rosa e durante la stagione avrà alcuni problemi di salute e di ambientamento tra i professionisti. Si fa notare dopo luglio con dei piazzamenti a Camaiore, al Trofeo Matteotti, alla Vuelta a Burgos e al Trofeo dello Scalatore. Arriva secondo al Giro dell'Emilia battuto da Cassani e alla Coppa Placci battuto da Dufaux. In queste ultime due corse si nota la sua debolezza maggiore, la volata.

### 1992-1995: dal Giro 1992 al Tour 1995
Nel 1992 parte per il suo primo Giro d'Italia che conclude in ventitreesima posizione, secondo nella classifica dei giovani dietro a uno dei suoi futuri grandi rivali, Pavel Tonkov. La stagione si conclude con alcuni piazzamenti: i migliori sono il terzo posto alla Klasica Urkiola e al Trofeo dello Scalatore. Nel 1993 Gotti ottiene alcuni piazzamenti, non riuscendo a partecipare a nessun grande Giro. Nel 1994 partecipa nuovamente al Giro d'Italia con il Team Polti, concludendo la corsa rosa in sedicesima posizione. Nella tappa dell'Aprica Gotti viene fermato dalla squadra per aiutare il capitano Bugno mentre insegue Pantani e Indurain. Nel 1995 passa alla Gewiss-Ballan, dove allenandosi duramente migliora le sue caratteristiche nelle prove contro il tempo e in salita. L'influenza gli fa saltare il Giro d'Italia del 1995: Gotti è costretto a puntare sul Tour de France del 1995.
Dopo il prologo iniziale a dividere la classifica è la cronosquadre di circa 70 km tra Mayenne e Alençon, prova vinta dalla Gewiss di Gotti. Gotti conquista la sua prima maglia gialla nella frazione successiva a causa della caduta del leader Laurent Jalabert. Gotti mantiene il simbolo del primato per due giorni prima di lasciarlo al compagno Bjarne Riis, a Charleroi, in Belgio. La cronometro di Seraing potrebbe mettere in difficoltà Gotti, che però riesce a conquistare un undicesimo posto, a poco più di 4' da Miguel Indurain. Sull'Alpe d'Huez scatta, rimanendo assieme a Marco Pantani: una caduta all'ultimo km gli fa perdere secondi preziosi e una posizione nei confronti di Tony Rominger. Al fine di quella tappa Gotti è quinto. Nelle seguenti tappe tra montagne e cronometro resiste ai migliori superando anche Rominger ma facendosi passare da Jalabert. Alla fine della grande boucle è quinto nella classifica generale. Viene convocato da Alfredo Martini per il Mondiali 1995 in Colombia: Gotti si ritira dalla corsa.

### 1996-1999: il doppio successo al Giro d'Italia

Gotti in maglia rosa al Giro d'Italia 1997, qui onorato dagli ex vincitori Gino Bartali (a sinistra) e Francesco Moser (a destra)

Nel 1996 Gotti punta al Tour de France, anche perché il compagno Berzin corre come capitano al Giro. Con poco più di 20 corse disputate Gotti si prepara ad affrontare la corsa rosa in appoggio a Berzin e per trovare la giusta condizione di forma per il Tour. Nonostante sia Berzin il capitano della Gewiss, Gotti dimostra una forma migliore ed è più forte del russo in salita: a Vars tenta una fuga di 90 km. Gotti lotta con Tonkov e Ugrjumov. A Marostica Berzin vince la cronometro, ma Gotti vince due giorni dopo sull'Aprica la tappa col Mortirolo facendo registrare il miglior tempo di scalata tuttora imbattuto. È la prima vittoria da professionista di Gotti che ottiene il quinto posto in classifica generale. Al Tour Gotti paga le fatiche del Giro. Nella tappa di Lac de Madine Gotti a causa di un dolore al ginocchio e di una lacerazione al quadricipite della gamba destra che si era portato dal Giro è costretto al ritiro dalla corsa. Dopo il Tour rimane fermo per 40 giorni perdendo il finale di stagione.
Nel 1997 diviene un corridore della Saeco, squadra dove ha un ruolo da capitano per le grandi corse a tappe. All'inizio della stagione Gotti è tra gli outsider per la vittoria di un grande Giro. Gotti in preparazione al Giro d'Italia corre la Vuelta al País Vasco, il Giro del Trentino, il Gran Premio di Gippingen e il Giro di Romandia. Al Romandia la forma non arriva mentre Tonkov dimostra di essere già in una buona condizione.
Dopo le prime tappe del Giro d'Italia 1997, Tonkov guida la classifica generale. Nella quattordicesima frazione, Gotti attacca da lontano sotto la pioggia a 4 km dal gran premio della montagna situato in cima al Saint Pantaleon, raggiunge i fuggitivi e li stacca sulla salita verso Cervinia, arrivando in solitaria e guadagnando 1'46" sul corridore russo, prendendosi la maglia rosa di leader della generale. Gotti riesce a mantenere la maglia rosa anche dopo la cronometro di Cavalese, e arriva a Milano come primo nella generale, vincendo il suo primo Giro d'Italia.
Fece il bis due anni dopo, nel Giro d'Italia 1999 grazie all'esclusione dalla corsa per ematocrito alto di Marco Pantani, che in quel momento, cioè a due tappe dal termine, era largamente in testa. Gotti riuscì comunque a staccare il rivale per la vittoria finale Paolo Savoldelli nella tappa dell'Aprica grazie a un'azione sul Mortirolo condotta assieme allo spagnolo Roberto Heras e allo scalatore trentino Gilberto Simoni.
Dopo questo secondo successo iniziò per Gotti un periodo difficile: non riuscì più a conquistare successi di rilievo, e fu anche accusato di aver avuto a che fare col doping. Nel pieno del Giro d'Italia 2001 la Guardia di Finanza di Padova scopre nel camper del suocero una farmacia di medicinali proibiti, molti dei quali sprovvisti di etichetta; la conseguente inchiesta, durante il 2003, porta alla condanna di 5 mesi e 200 euro di multa (con patteggiamento) per il ciclista bergamasco. Patteggiamento anche per il suocero Arcangelo Gamba . A fine stagione 2002 Gotti si ritira dal ciclismo agonistico e torna a risiedere nel suo paese natale, svolgendo l'attività di rappresentante di vendita di prodotti alimentari.

## Palmarès
- 1988 (dilettanti)

G.P. Industria Commercio Artigianato - Botticino Mattina
- 1989 (dilettanti)

Cronoscalata Gardone Val Trompia-Prati di Caregno
1ª tappa Giro della Valle d'Aosta (Pont-Saint-Martin > Crévacol)
4ª tappa Giro della Valle d'Aosta (Saint-Vincent > La Magdeleine)
Classifica generale Giro della Valle d'Aosta
Coppa Città di San Daniele
- 1990 (dilettanti)

Firenze-Viareggio
Giro del Belvedere di Villa di Cordignano
Bassano-Monte Grappa
2ª tappa Giro della Valle d'Aosta (Antey-Saint-André > Torgnon, cronometro)
3ª tappa Giro della Valle d'Aosta (Antey-Saint-André > Étroubles)
Classifica generale Giro della Valle d'Aosta
- 1996 (Gewiss, una vittoria)

21ª tappa Giro d'Italia (Cavalese > Aprica)
- 1997 (Saeco, due vittorie)

14ª tappa Giro d'Italia (Racconigi > Cervinia)
Classifica generale Giro d'Italia
- 1999 (Team Polti, una vittoria)

Classifica generale Giro d'Italia
- 2001 (Alessio, una vittoria)

6ª tappa Volta Ciclista a Catalunya (Les Borges Blanques > Taüll)

### Altri successi
- 1996 (Gewiss)

Trofeo Vincenzo Torriani Giro d'Italia
- 1997 (Saeco)

Trofeo Bonacossa Giro d'Italia
- 2000 (Team Polti)

Memorial Turi D'Agostino (derny)

## Piazzamenti

### Grandi Giri
- Giro d'Italia

1992: 23º
1994: 16º
1996: 5º
1997: vincitore
1998: non partito (17ª tappa)
1999: vincitore
2000: 19º
2001: 7º
2002: 13º
- Tour de France

1995: 5º
1996: ritirato (5ª tappa)
1997: non partito (7ª tappa)
1999: ritirato (12ª tappa)
2002: 23º
- Vuelta a España

2000: non partito (8ª tappa)
2001: non partito (10ª tappa)

### Classiche monumento
- Liegi-Bastogne-Liegi

1992: 70º
1993: 98º
- Giro di Lombardia

1991: 58º
1993: 25º
1994: 53º
1995: 41º
2001: 44º

### Competizioni mondiali
- Campionati del mondo

Duitama 1995 - In linea: ritirato